# Gulfotad gallblomfluga
Gulfotad gallblomfluga (Pipiza luteitarsis) är en tvåvingeart som beskrevs av Zetterstedt 1843. Gulfotad gallblomfluga ingår i släktet gallblomflugor, och familjen blomflugor.
Artens utbredningsområde är Sverige. Enligt den finländska rödlistan är arten nära hotad i Finland. Arten är reproducerande i Sverige. Artens livsmiljö är fuktiga lundar. Inga underarter finns listade i Catalogue of Life.